# George Gamow
George Anthony Gamov (em russo:  Георгий Антонович Гамов/Georgi Antonowitsch Gamow; Odessa, 4 de março de 1904 — Boulder, 19 de agosto de 1968) foi um físico e divulgador científico norte-americano nascido na Ucrânia. Gamow tornou-se cidadão estadunidense em 1940.

## Carreira científica
No fim da década de 1930, Gamow iniciou estudos sobre cosmologia relativística, em colaboração com Edward Teller na Universidade George Washington. Ele procurava entender a origem dos elementos químicos em um universo primordial quente e denso. Para isso, ele adotou o modelo em expansão desenvolvido por Alexander Friedmann e Georges Lemaître.
O modelo de Gamow tinha muitos aspectos comuns ao modelo do átomo primordial, proposto por Lemaître em 1931: um universo primordial muito pequeno, quente e denso, que passou a se expandir e esfriar. No instante inicial o volume seria nulo, o que caracteriza a chamada singularidade inicial: toda a matéria existente estaria concentrada em um ponto de densidade infinita.
Após a Segunda Guerra Mundial, Gamow publicou com Ralph Alpher e Robert Herman uma série de artigos desenvolvendo esta teoria, que ficou posteriormente conhecida como a teoria do Big Bang. O mais famoso destes trabalhos foi publicado em 1948, pouco antes da defesa da tese de Alpher, orientada por Gamow. Gamow convenceu Alpher a adicionar no artigo o nome de Hans Bethe (que não participara da concepção do trabalho) para fazer um trocadilho com as três primeiras letras do alfabeto grego: alfa, beta e gama.
Segundo a teoria cosmológica desenvolvida por Gamow e seus colaboradores, todos os elementos químicos teriam sido formados no universo primordial por reações de fusão nuclear. Uma teoria rival, proposta por Fred Hoyle, buscava explicar a origem dos elementos químicos nas estrelas por meio da teoria do estado estacionário, segundo a qual o universo jamais teria sido mais denso do que é atualmente.
Alpher, Herman e Gamow propuseram que, segundo seu modelo cosmológico, deveria haver uma radiação de fundo que a princípio poderia ser detectada, mas não conseguiram convencer nenhum cientista a tentar investigá-la. Seus estudos foram praticamente ignorados até a década de 1960.
Em 1963, porém, Arno Penzias e Robert Woodrow Wilson, do Bell Telephone Laboratories em Nova Jersey detectaram essa radiação por acaso, ao fazerem uma pesquisa que não estava relacionada à cosmologia. Em 1965 publicaram um artigo em colaboração com Robert Dicke e James Peebles, sugerindo que haviam detectado uma evidência a favor da chamada cosmologia do Big Bang. Então, após certo tempo, a comunidade reconheceu os trabalhos anteriores de Gamow, Alpher e Herman.
Gamow era um ateu convicto e faleceu em 1968.